# 대한민국 민사소송법 제85조
대한민국 민사소송법 제85조는 소송고지의 방식에 대한 민사소송법 조문이다.

## 조문
제85조(소송고지의 방식) ① 소송고지를 위하여서는 그 이유와 소송의 진행정도를 적은 서면을 법원에 제출하여야 한다.
②제1항의 서면은 상대방에게 송달하여야 한다.